# Alain Duschène
Le général Alain Duschène, né le 19 mars 1960 à Esch-sur-Alzette (Luxembourg), est un militaire luxembourgeois, chef d'État-major de l'Armée de 2017 à 2020.

## Biographie
Alain Duschène s'engage dans l'Armée luxembourgeoise en 1978 sur les conseils de ses parents alors qu'il n'a que 18 ans. Il étudie à l'École royale militaire à Bruxelles et obtient une licence en sciences sociales et militaires. Il réalise ensuite des missions dans le groupe d'infanterie sur le territoire national et à l'étranger, ainsi que divers cours de formation continue dans des écoles militaires.
En 1998, il est promu lieutenant-colonel et est responsable du personnel et des tâches de relations publiques au siège des forces armées. En mars 2008, il est promu colonel et prend le poste de chef adjoint de l'État-major.
Le 30 septembre 2017, il est nommé chef d'État-major de l'Armée en remplacement du général Romain Mancinelli (lb). En tant que numéro un de l'armée et au cours de son « mandat », Alain Duschène fait l'objet d'une polémique en raison de la mutation du syndicaliste et adjudant-chef Christian Schleck du bureau d'information de l'armée. Alors que Alain Duschène en appelle à la rotation du personnel de l'armée pour justifier cette mutation, le Syndicat professionnel de la force publique (SPFP) considère cette démarche comme une « infraction majeure à la liberté syndicale » et un moyen de l'écarter en raison de son activisme,,. L'affaire Schleck conduit à la démission de plusieurs syndicalistes de l'armée et à une demande de démission du chef d'État-major de l'armée,. Finalement, en janvier 2020, le ministre de la Défense, François Bausch prend la décision d'annuler la mutation de Christian Schleck.
En octobre 2019, quelques mois avant la pandémie de Covid-19 au Luxembourg, il fait partie de la cérémonie d'ouverture des Jeux mondiaux militaires à Wuhan en Chine aux côtés de la délégation luxembourgeoise et du ministre de la Défense, François Bausch.
En février 2020, un arrêté grand-ducal publié au Mémorial prévoit la « démission honorable » de ses fonctions pour septembre de la même année sans pour autant qu'il y ait un lien avec l'affaire Schleck. Le lieutenant-colonel Steve Thull est prévu pour lui succéder comme chef d'État-major de l'Armée.

## Décorations
Une liste des décorations du général Alain Duschène est disponible sur le site web de l'armée et sur le site web de l'Organisation du traité de l'Atlantique nord (OTAN).

### Nationales
- Commandeur de l'ordre de la Couronne de chêne
- Commandeur de l'ordre de Mérite du grand-duché de Luxembourg
- Officier avec couronne de l'ordre d'Adolphe de Nassau
- Croix de 25 années de service
- Croix d'honneur et de mérite militaire en bronze
- Médaille commémorative Prince Jean de Luxembourg
- Médaille du Mérite sportif en vermeil

### Internationales
- Commandeur de l'ordre du Mérite civil (Espagne)
- Commandeur de l'ordre du Lion de Finlande (Finlande).
- Commandeur de l'ordre d’Orange-Nassau (Pays-Bas).
- Officier de l'ordre national du Mérite (France).
- Chevalier de l'ordre de l'Infant Dom Henri (Portugal).
- Médaille commémorative pour missions ou opérations à l'étranger (Belgique)
- Médaille des Nations Unies pour la participation à une mission UNPROFOR